# كييتي
كييتي (بالإيطالية: Chieti)‏ هي مدينة في وسط إيطاليا، في شرق إقليم أبروتسو، وعاصمة مقاطعة كييتي، عدد سكانها 56,127 نسمة، ترتفع 330 متر عن سطح البحر، قريبة من مدينة بسكارا، وتبعد 200 كلم شمال شرق روما. كييتي تقع أعلى وعلى طول نهر بسكارا، تحصل صورة جلية وواضحة للمدينة من ارتفاع برج سان جوستينو العالي وعلى بعد بضعة كيلومترات من البحر الادرياتيكي ومع خلفية من جبال ماييلا وغران ساسو. وهي واحدة من أقدم مدن إيطاليا، كانت مدينة رومانية اسمها تياتي Teate، ومركز هام في العصور الوسطى، حتى أن الآثار الرومانية وتلك التي تعود إلى القرون الوسطى توجد جنبا إلى جنب.

## السكان
في سنة 1861 بلغ عدد السكان 19٬586 نسمة، وتطور العدد ليصل في سنة 2018 لـ 50٬646 نسمة.
يظهر هذا المخطط البياني تطور النمو السكاني لـ كييتي

## التاريخ
بصفة Teate Marrucinorum كانت كييتي البلدة رئيسة لمنطقة ماروتشيني، وضعت كامل أراضيها تحت سلطة البلدية من قبل الرومان بعد الحرب الاجتماعية. أثناء الحرب العالمية الثانية كييتي أعلنت مدينة مفتوحة فلم تقصف (مثل روما)، واستقبلت العديد من اللاجئين بمن البلدات والقرى القريبة.

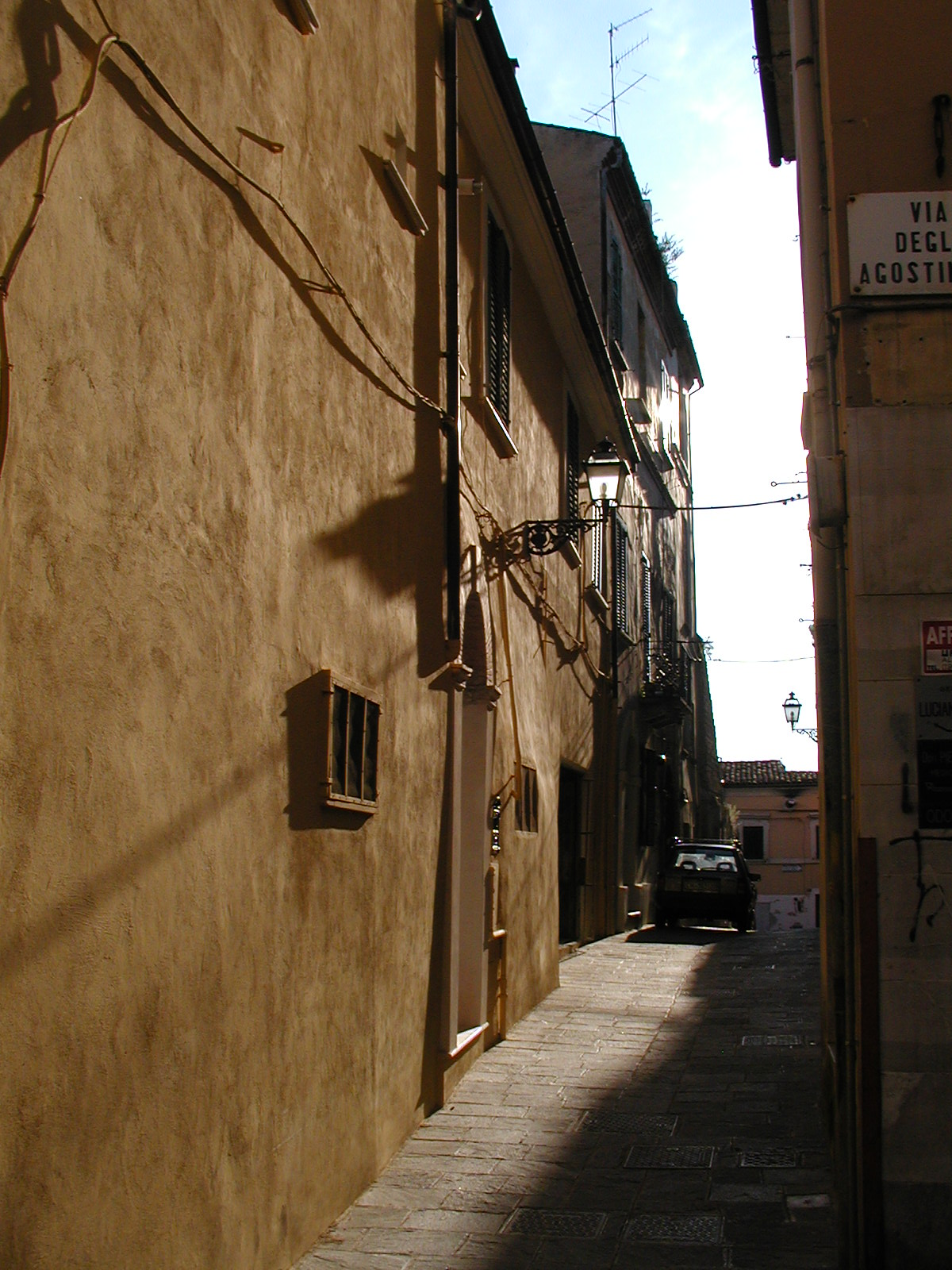
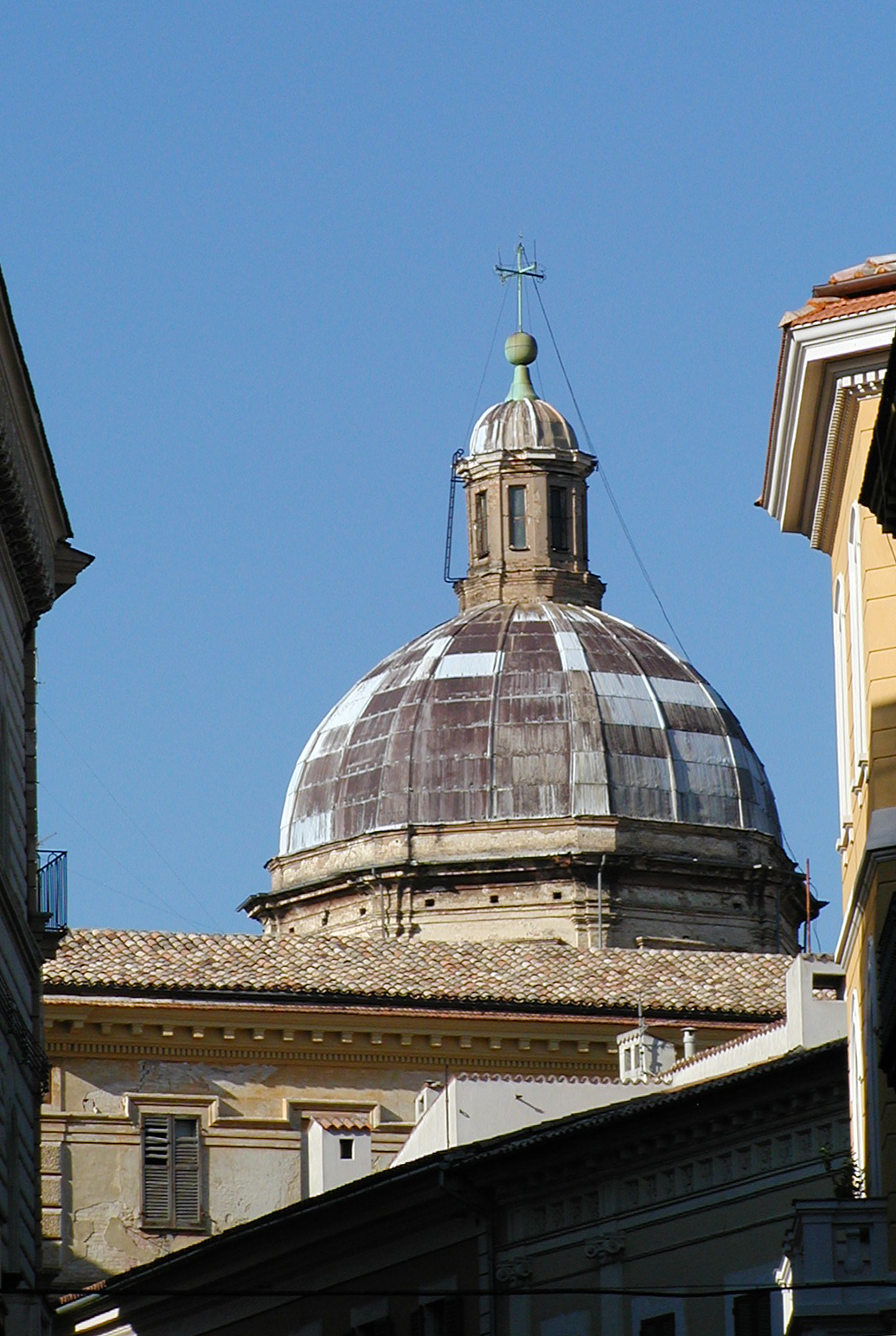
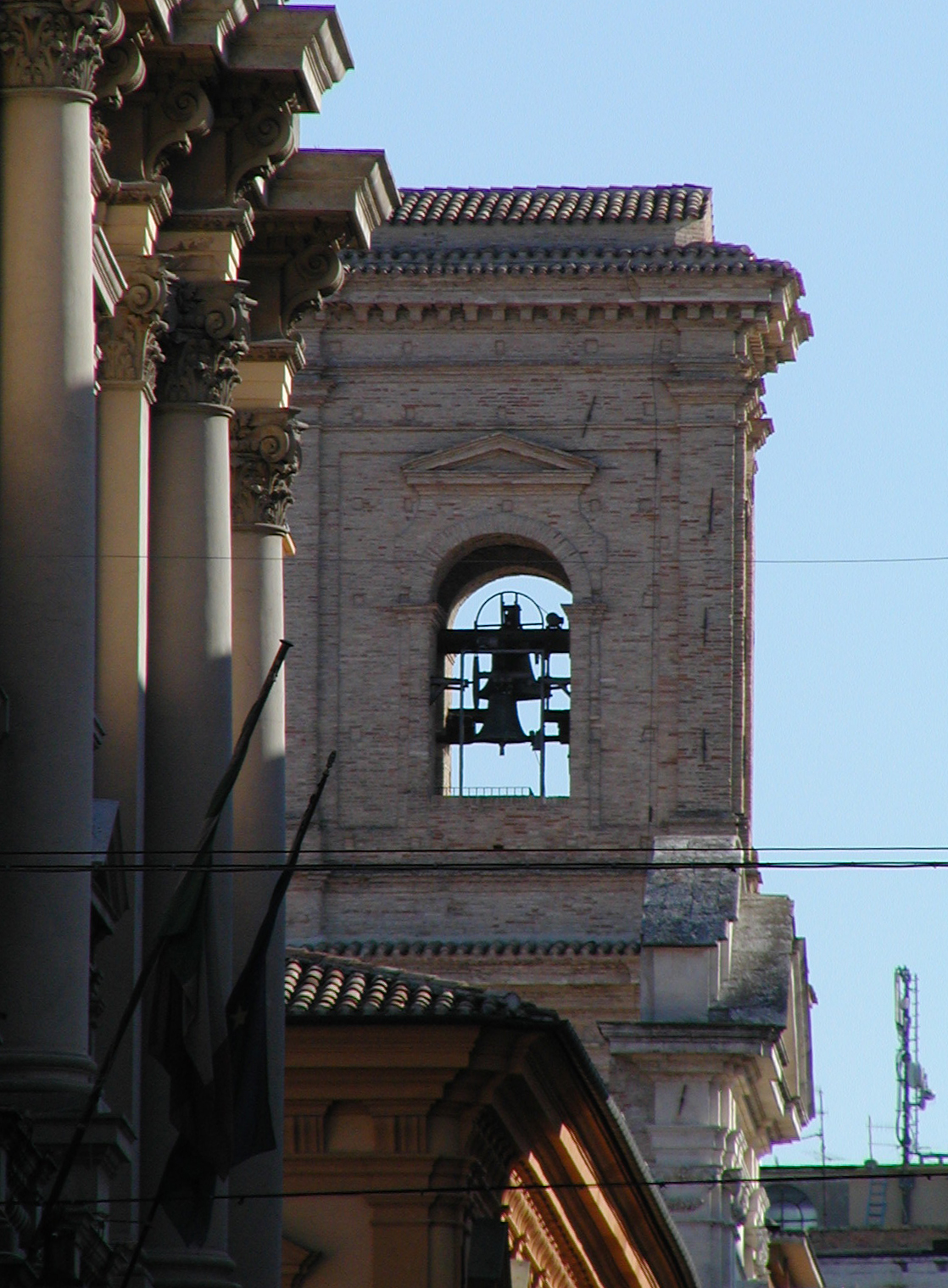
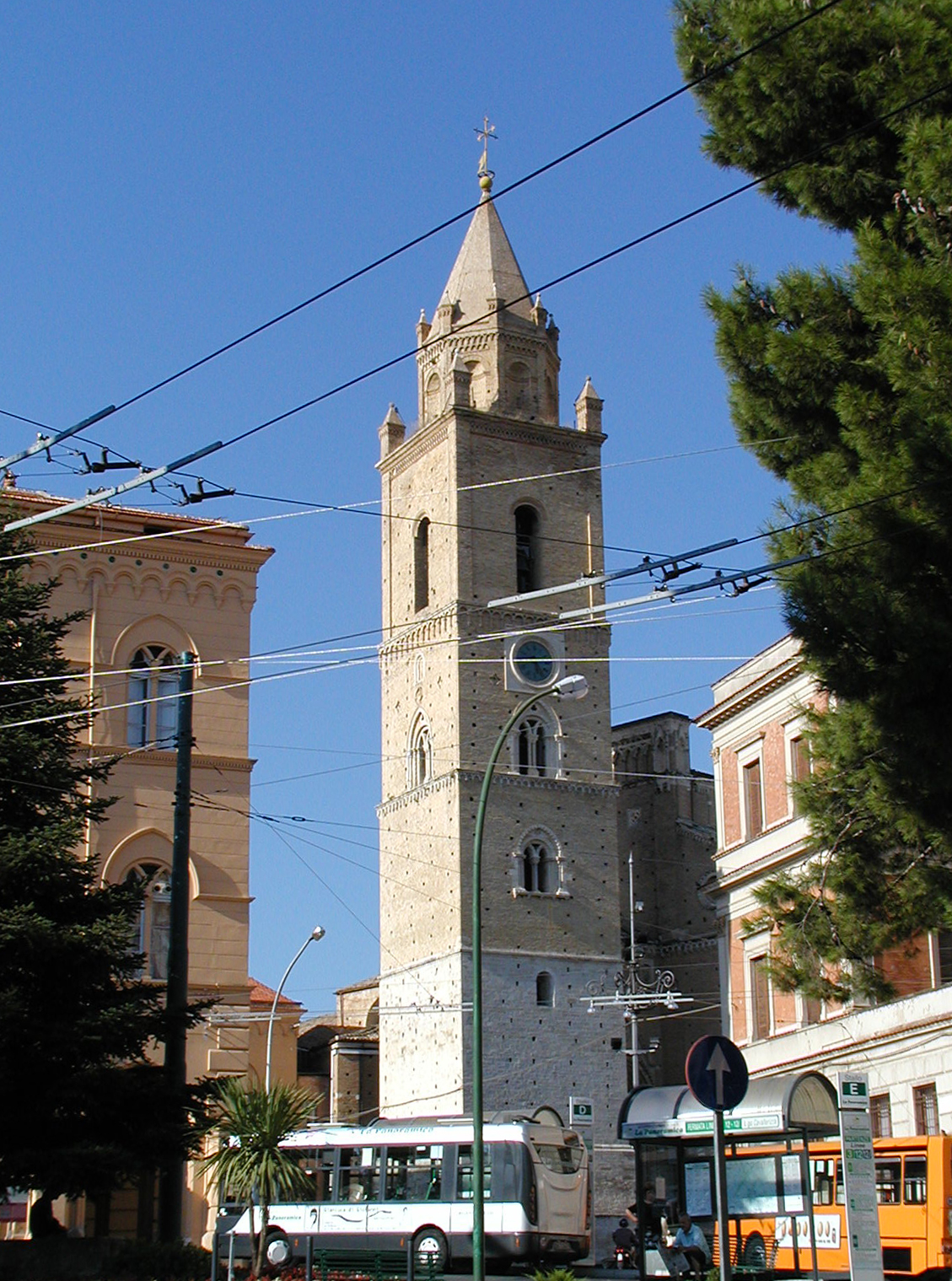
كاتدرائية سان جوستينو

## توأمة
لكييتي اتفاقيات توأمة مع كل من:
- ترينتو
- ميناميشيمبارا
- ماكاو

## أعلام
- جياكومو زاباكوستا
- أليسيا باريلا
- لارس كروم
- جايوس أسينيوس بوليو
- ستيفانو مانسينيلي